# サンキュー手塚
サンキュー手塚（サンキューてづか、1968年11月10日 - ）は、日本の大道芸人である。

## 概要
長野県出身。本名：手塚寛（てづか かん）
早稲田大学在学中に、ハッピィ吉沢の主宰するサークル『パントマイム舞☆夢☆踏〈まいむとう〉』に入団し、パントマイムを学んだ。

## 芸風
既成のパントマイムの枠を超えた斬新な発想で、各地の大道芸フェスティバルで高い評価を受ける。カナダ・エドモントンで開催されるストリートパフォーマンスフェスティバル等の海外のイベントにも招聘されるなど、2000年以降は日本国外にも活躍の場を広げている。
1998年の大道芸ワールドカップin静岡でジャパンカップ金賞、1999年にはワールドカップで金賞に輝く。一度芸を完成させてしまうと同じ芸を繰り返しがちな大道芸人が多い中、常に新しい芸を開発する姿を評価する物も多い。代表的な芸目として「ホイットニー」「ハードル」「恐怖シリーズ」などがある。
その独特の芸風から、大道芸ワールドカップin静岡のプロデューサーから「ストリート宴会芸の帝王」の異名を賜っている。